# Parque Nacional de Port Campbell
Parque Nacional de Port Campbell (em Inglês: Port Campbell National Park) é um parque que fica localizado na cidade Port Campbell, no estado de Vitória na Austrália, fica numa distância 190 km a sudoeste de Melbourne.O parque foi criado para proteger as muitas formações rochosas calcárias esculpidas ao longo da costa oceânica de  Great Ocean Road. Umas dessas formações mais conhecidas é os Doze apóstolos (em inglês:"Twelve Apostles"). 